# Tiébélé
Tiébélé – miasto w Burkinie Faso, w Prowincji Nahouri. Według danych szacunkowych na rok 2010 liczy 18 422 mieszkańców. Atrakcją turystyczną są tu malowane w etniczne wzory gliniane domostwa - dwór królewski w Tiébélé.

## Współpraca
Miejscowość partnerska:
- Fernelmont, Belgia